# Заоже (гміна Ґоворово)
Заоже (пол. Zaorze) — село в Польщі, у гміні Ґоворово Остроленцького повіту Мазовецького воєводства.
Населення — 85 осіб (2011).
У 1975-1998 роках село належало до Остроленцького воєводства.

## Демографія
Демографічна структура станом на 31 березня 2011 року:
|          | Загалом | Допрацездатний вік | Працездатний вік | Постпрацездатний вік |
| -------- | ------- | ------------------ | ---------------- | -------------------- |
| Чоловіки | 42      | 10                 | 21               | 11                   |
| Жінки    | 43      | 8                  | 20               | 15                   |
| Разом    | 85      | 18                 | 41               | 26                   |